# Give 'em Hell, Harry!
Give 'em Hell, Harry! est un film américain réalisé par Steve Binder et Peter H. Hunt, sorti en 1975.

## Fiche technique
- Titre : Give 'em Hell, Harry!
- Réalisation : Steve Binder et Peter H. Hunt
- Scénario : Samuel Gallu
- Photographie : Ken Palius
- Pays d'origine : États-Unis
- Format : Couleurs - 1,33:1 - Mono
- Genre : Biographie, comédie dramatique
- Durée : 104 minutes
- Date de sortie : 1975

## Distribution
- James Whitmore : Harry S. Truman